# 課間好時光一年二班
《課間好時光一年二班》，是臺灣迪士尼頻道首部自製偶像劇，課間好時光系列的臺灣版，源自於義大利迪士尼頻道原創的同名校園情境喜劇，由范少勳、陳語安、方友、楊駿文、安琪、雷婕熙、橘子、蕭志瑋、劉國劭主演。各國各有自製版本，台灣版本由郎祖筠執導。2011年12月5日開鏡，2012年2月6日上檔。第二季2012年11月19日上檔。

## 播出時間
以下時間以當地時間（台灣時間）為準

### 首播
| 片名              | 頻道       | 所在地 | 播放日期       | 星期       | 時間        | 備註               |
| ----------------- | ---------- | ------ | -------------- | ---------- | ----------- | ------------------ |
| 課間好時光        | 迪士尼頻道 | 臺灣   | 2012年2月6日   | 週一到週四 | 晚上8點30分 | 首播兩集，重播一集 |
| 課間好時光 第二季 | 迪士尼頻道 | 臺灣   | 2012年11月19日 | 週一到週四 | 晚上8點30分 | 首播兩集，重播一集 |

### 重播
| 片名       | 頻道       | 所在地 | 播放日期      | 星期       | 時間         | 備註               |
| ---------- | ---------- | ------ | ------------- | ---------- | ------------ | ------------------ |
| 課間好時光 | 迪士尼頻道 | 台灣   | 2012年2月11日 | 週六到週日 | 下午14點00分 | 重播兩集，重播一集 |

## 概要
課間好時光本是義大利迪士尼頻道節目，由於當地反應佳，其他迪士尼頻道包括台灣、美國、日本、新加坡、土耳其、法國、印度、中國等多達20個國家和地區陸續推出自己的版本。
同時，本劇亦為台灣迪士尼頻道16年來首度全新自製節目「課間好時光1年2班」，係由劇場界的百變天后-郎祖筠親自執導，並帶領9名新生代演員以及優秀製作團隊，共同打造而成的青春爆笑喜劇。台灣將於2/6起周一到周四晚間8點30分播出。

## 故事大綱
下課10分鐘能發生多少有趣的事？「課間好時光」帶大家一起進入青春、爆笑、又熱血的高校生活。

## 演員陣容

### 主要演員
| 演員   | 角色  | 介紹                                                                                    | 登場集數 |
| 楊駿文 | 張    | 能唱會跳，兼具偶像外貌又多才藝，唱歌、運動、球類運動全都難不倒他。                      | 全劇     |
| 范少勳 | 丁 亮 | 是個反應快，熱血、講義氣的典型的高中男生，慣用誇張生動的肢體和言詞。                    | 全劇     |
| 陳語安 | 胡 蝶 | 被捧在手心的嬌嬌女，總是打扮的高貴典雅。愛面子的她，最受不了的就是出糗.是個美麗的少女。 | 全劇     |
| 雷婕熙 | 羊 帆 | 家中開武術館的美少女，空手道、柔道、甚至最夯的詠春拳都難不倒他。                        | 全劇     |

### 其他演員
| 演員   | 角色   | 介紹 | 登場集數 |
| 蕭志瑋 | 李 奇  | 時而憂鬱，時而開朗，又多愁善感，可能是史上最矛盾的高中生。                                                                                                  | 全劇     |
| 劉國劭 | 朱子豪 | 個性善良，常會因別人到困境而感到難過，並堅信絕對不能浪費食物的真理！                                                                                        | 全劇     |
| 方友   | 狄 迪  | 長相甜美卻古道熱腸的八卦女。只要朋友有難、她一定第一時間伸出援手！                                                                                          | 全劇     |
| 黃安琪 | 文杉杉 | 聰明、功課好在女生中，屬於軍師型的人物。喜歡團結合作，不喜歡輸的感覺。                                                                                      | 全劇     |
| 橘 子  | 恐龍妹 | 喜歡照顧別人，特別是李奇(是因為喜歡李奇)。只要羊帆(或狄迪)的一個口哨就會叫李奇。                                                                            | 全劇     |
| 楊宗樺 | 校 長  | 嚴得管校長。充滿幹勁，積極熱心的學校最高領導者。他的必殺技就是有說不完的長篇故事（最常講的故事是喬治·華盛頓砍倒櫻桃樹的故事），此招一出學生們紛紛舉手投降。 | 全劇     |
| 徐淳耕 | 艾老師 | 艾斯坦老師。學校裡最富實驗精神的老師，專長化學。喜歡探討神秘自然現象、關心生物環境，但打破砂鍋問到底的個性，卻常搞到全校師生哭笑不得。                      | 第二季   |
| 雷瑟琳 | 女 王  | 學校的傑出校友，應校長之邀回來「掌管」福利社，美貌與智慧兼具，是女學生們的心靈導師，也是男生們的夢中情人。                                                  | 第二季   |

### 客串演員
| 演員   | 角色               | 介紹                                                                             |
| 王子   | 羅米歐             | 帥氣卻孤單的轉學生。每個女生看到他都會昏倒。是個讓女性瘋狂，男性忌妒的帥哥王子。 |
| 許慧欣 | 體育老師（許伊凡） | 瘋狂追求完美的體育老師。常以尖叫叫同學，尖叫時可怕到每個人的耳朵破掉。           |
| 宥勝   | 白馬王子           | 仙履奇緣中的王子                                                                 |

## 電視劇歌曲
| 曲別   | 歌名             | 演唱者         | 作詞 | 作曲 | 備註   |
| 片頭曲 | 課間好時光1年2班 | 方友、陳語安等 |      |      | 音樂   |
| 片尾曲 |                  |                |      |      | 純音樂 |
| 插曲   |                  |                |      |      | 純音樂 |

## 取景
- 桃園縣國立中壢高級中學

## 新聞
- 迪士尼「課間好時光」 清純擺第一

## 外部連結
- 課間好時光一年二班網站
- 課間好時光一年二班第二季網站
- 課間好時光一年二班facebook （页面存档备份，存于）
- 課間好時光一年二班youtube免費觀看 （页面存档备份，存于）

## 相關連結
- 課間好時光

## 作品的變遷
| 迪士尼頻道 週一到週四20點30分                                        | 迪士尼頻道 週一到週四20點30分                      | 迪士尼頻道 週一到週四20點30分 |
| -------------------------------------------------------------------- | -------------------------------------------------- | ----------------------------- |
|                                                                      | 課間好時光一年二班 （2012.02.06-2012.04.26）       |                               |
| 魚樂圈 （2009..-2012.02.03）                                         | 課間好時光亞洲之光                                 |                               |
| 迪士尼頻道 週六到週日14點00分                                        |                                                    |                               |
| 飛哥與小佛 （2009..-2012.02.04） 星際寶貝：神奇大冒險 （-2012.02.04) | 課間好時光一年二班 （2012.02.11）                  | 課間好時光亞洲之光            |
| 迪士尼頻道 週一到週四20點30分                                        |                                                    |                               |
| 冒險王奇克                                                           | 課間好時光一年二班 第二季 （2012.11.19-2013.1.10） | 飛哥與小佛                    |